# Paidikos

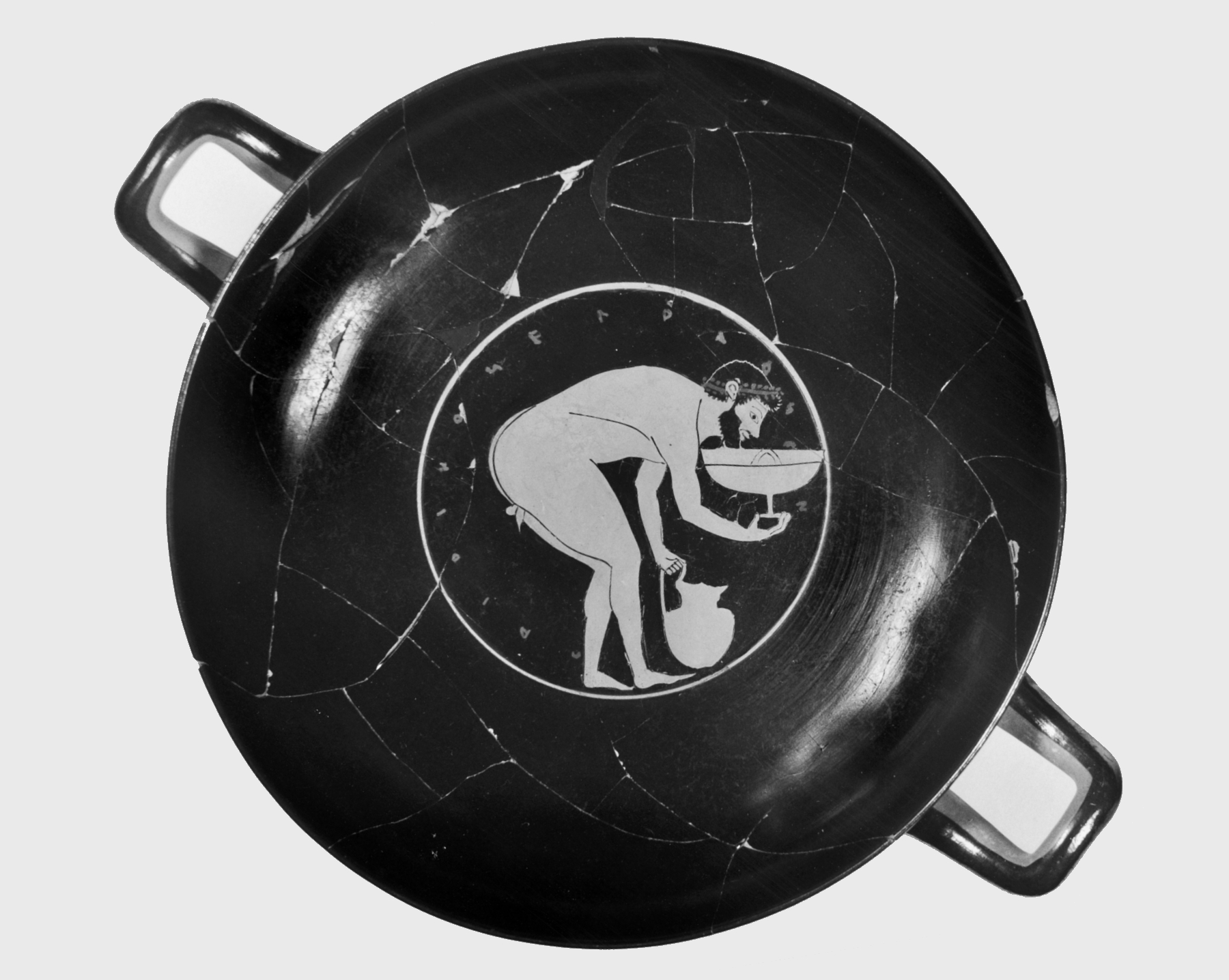
Schale, signiert von Paidikos als Maler, Baltimore, Walters Art Museum 48.2240

Paidikos (altgriechisch Παιδικός; übersetzt „der Kindische, Knabenhafte“ oder „der Knaben Liebende“) ist als Name eines attisch-rotfigurigen Töpfers und Vasenmalers interpretiert worden, der im letzten Viertel des 6. Jahrhunderts v. Chr. in Athen tätig war.
Von ihm als Töpfer signiert (ἐποίησεν epoíēsen) ist einzig ein weißgrundiges Alabastron in Paris, nach dem die Gruppe der Paidikos-Alabastra benannt ist. Da das Pariser Alabastron nach Form und Typ nicht von den Alabastra des Pasiades zu trennen ist, überlegte John D. Beazley, ob nicht Paidikos nur ein Spitzname des Pasiades sei. Der Name Paidikos ohne Signatur begegnet noch auf Schalen, deren Dekoration vom Euergides-Maler kommt oder diesem stilistisch nahesteht.
Auf der Pariser Vase ist der Töpfersignatur das zuschreibende Wort προσαγορεύω prosagoreuo („ich grüße“) beigefügt, das auch auf einer Reihe weiterer stilistisch ähnlicher Alabastra und Schalen ohne seine Signatur zu finden ist. Die meisten davon entsprechen der Pariser Vase stilistisch und sind dem Euergides-Maler und seinem Umfeld zuzuweisen. Da das Verb zur Zuschreibung von Werken ansonsten ungebräuchlich ist, stammen die Gefäße vermutlich alle aus der Werkstatt des Paidikos.
Die Signatur Paidikos als Vasenmaler (ἔγραψσεν egrapsen) ist nur auf einer Schale in Baltimore belegt, auf der ein aus einer Schale trinkender Mann dargestellt ist.